# 美國空軍技術學院

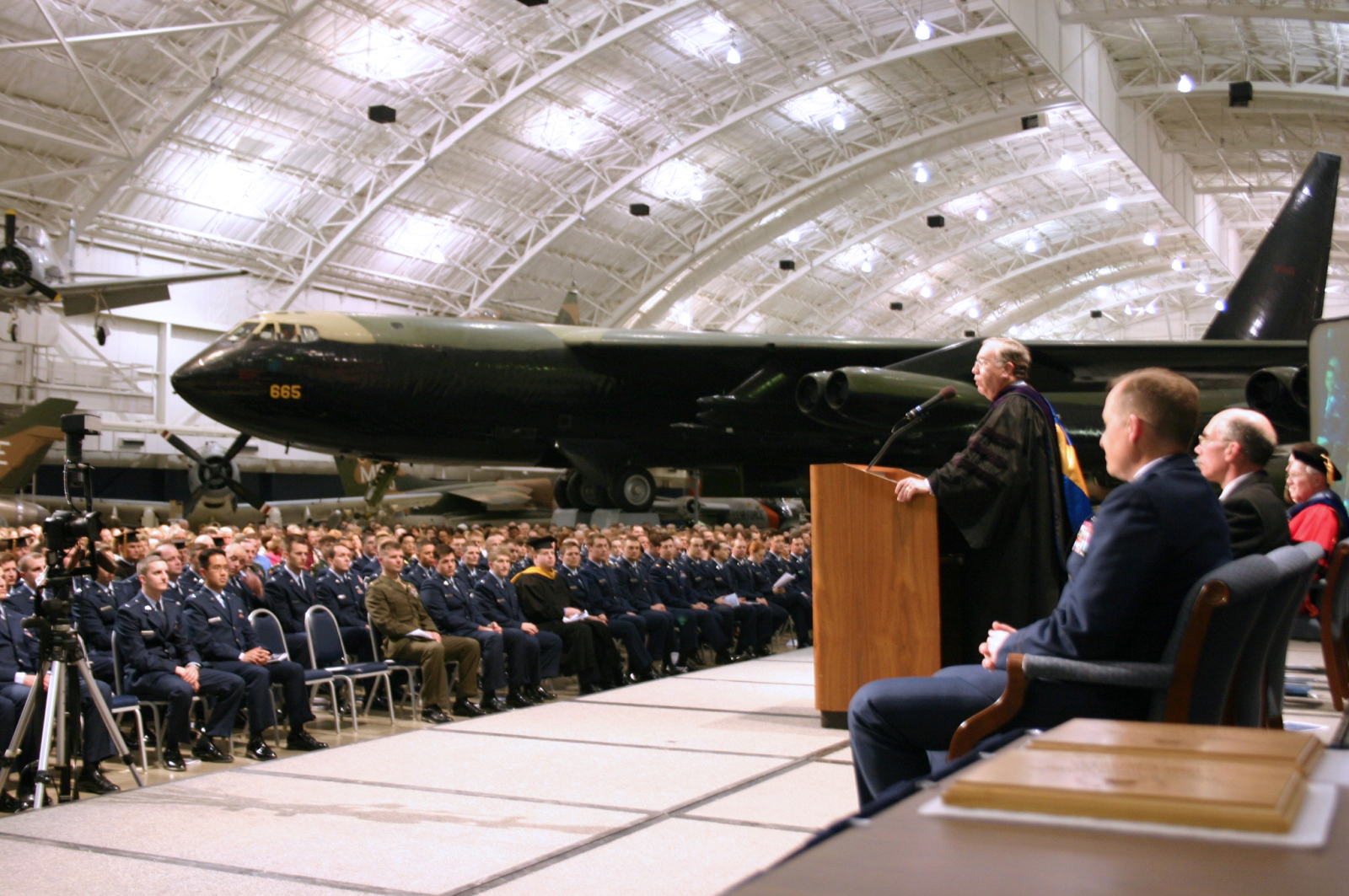
一場AFIT畢業典禮

空軍理工學院（Air Force Institute of Technology，縮寫：AFIT）是位於美國俄亥俄州代頓附近賴特-帕特森空軍基地的一所研究生院， 創立於1919年。這所學院不僅坐落在空軍基地內，實際也受美國空軍管轄，為美軍士兵提供教育。學院下分工程和管理、系統和後勤、土木工程這三個學院

## 外部連結
- 官方网站

39°46′59″N 84°04′59″W / 39.783°N 84.083°W